# Episodi di La città in controluce (seconda stagione)
La seconda stagione della serie televisiva La città in controluce è andata in onda negli Stati Uniti dal 12 ottobre 1960 al 21 giugno 1961 sulla ABC.
| nº | Titolo originale                  | Prima TV USA     | Titolo italiano | Prima TV Italia |
| -- | --------------------------------- | ---------------- | --------------- | --------------- |
| 1  | A Death of Princes                | 12 ottobre 1960  |                 |                 |
| 2  | The Pedigree Sheet                | 19 ottobre 1960  |                 |                 |
| 3  | A Succession of Heartbeats        | 26 ottobre 1960  |                 |                 |
| 4  | Down the Long Night               | 2 novembre 1960  |                 |                 |
| 5  | To Walk in Silence                | 9 novembre 1960  |                 |                 |
| 6  | Killer with a Kiss                | 16 novembre 1960 |                 |                 |
| 7  | Debt of Honor                     | 23 novembre 1960 |                 |                 |
| 8  | The Human Trap                    | 30 novembre 1960 |                 |                 |
| 9  | The Man Who Bit a Diamond in Half | 14 dicembre 1960 |                 |                 |
| 10 | Bullets Cost Too Much             | 4 gennaio 1961   |                 |                 |
| 11 | Murder is a Face I Know           | 11 gennaio 1961  |                 |                 |
| 12 | Landscape with Dead Figures       | 18 gennaio 1961  |                 |                 |
| 13 | A Hole in the City                | 1º febbraio 1961 |                 |                 |
| 14 | The Well-Dressed Termite          | 8 febbraio 1961  |                 |                 |
| 15 | The Day It Rained Mink            | 15 febbraio 1961 |                 |                 |
| 16 | Button in the Haystack            | 22 febbraio 1961 |                 |                 |
| 17 | Shoes for Vinnie Winford          | 1º marzo 1961    |                 |                 |
| 18 | The Deadly Guinea Pig             | 8 marzo 1961     |                 |                 |
| 19 | Vengeance is a Wheel              | 15 marzo 1961    |                 |                 |
| 20 | The Fault in Our Stars            | 22 marzo 1961    |                 |                 |
| 21 | Tombstone for a Derelict          | 5 aprile 1961    |                 |                 |
| 22 | A Memory of Crying                | 12 aprile 1961   |                 |                 |
| 23 | New York to L.A.                  | 19 aprile 1961   |                 |                 |
| 24 | A Very Cautious Boy               | 26 aprile 1961   |                 |                 |
| 25 | An Economy of Death               | 3 maggio 1961    |                 |                 |
| 26 | C3H5(NO3)3                        | 10 maggio 1961   |                 |                 |
| 27 | Make-Believe Man                  | 17 maggio 1961   |                 |                 |
| 28 | To Dream Without Sleep            | 24 maggio 1961   |                 |                 |
| 29 | A Kettle of Precious Fish         | 31 maggio 1961   |                 |                 |
| 30 | Sweet Prince of Delancey Street   | 7 giugno 1961    |                 |                 |
| 31 | The Day the Island Almost Sank    | 14 giugno 1961   |                 |                 |
| 32 | Take and Put                      | 21 giugno 1961   |                 |                 |

## A Death of Princes
- Prima televisiva: 12 ottobre 1960
- Diretto da: John Brahm
- Scritto da: Stirling Silliphant

### Trama
- Guest star: Carla Hoffman (Sarah), Susan Melvin (Nancy Bacallas), Jimmy Little (agente di polizia in ufficio), Peter Falk (Gimpy), Eli Wallach (detective Bane), John Baragrey (Teddy Cochrane), George Maharis (Tony Bacallas), Jan Miner (Lia Wallace), Richard Ward (lucidatore scarpe), Anne Helm (Diane), Godfrey Cambridge (George), Patricia Bosworth (Laura), Clifton James (Jacoby), Tom Ahearne (Monty), Leonardo Cimino (Johnny), Robert Weil (Blinky)

## The Pedigree Sheet
- Prima televisiva: 19 ottobre 1960
- Diretto da: John Brahm
- Scritto da: Stirling Silliphant

### Trama
- Guest star: Joseph Bernard (Asst. DA Colby), Roger C. Carmel (Harry Staples), Albert Henderson (Police Driver), Victor Thorley (Harrison), Al Lewis (Gus), Suzanne Pleshette (Nora Condon), Eric Portman (James Condon), Murray Hamilton (D. A. Thomas Stevenson), Helen Baron (prigioniero)

## A Succession of Heartbeats
- Prima televisiva: 26 ottobre 1960
- Diretto da: Paul Wendkos
- Scritto da: Stirling Silliphant

### Trama
- Guest star: Duke Farley (George Silver), Carolyn Leigh (Kathy Linus), William Post, Jr. (Meredith Linus III), Will Hussung (Medical Examiner), Frank Overton (Andrew Brent), Fay Spain (Felice Reynolds), Felicia Farr (June Walden), Noah Keen (psichiatra)

## Down the Long Night
- Prima televisiva: 2 novembre 1960
- Diretto da: Paul Wendkos
- Scritto da: Charles Beaumont

### Trama
- Guest star: House Jameson (dottor Cogswell), Geraldine Brooks (Vicky), Robert Elross (giornalaio), Michael Dolan (tassista), Leslie Nielsen (Norman Garry), Nehemiah Persoff (Max Evar), Jimmy Little (agente di polizia in ufficio)

## To Walk in Silence
- Prima televisiva: 9 novembre 1960
- Diretto da: Roger Kay
- Scritto da: Barry Trivers

### Trama
- Guest star: David Kerman (Police Doctor), Sybil Bowan (Doris), Kenneth Brauer (Hody's Hood), Sid Raymond (cameriere), Claude Rains (John Weston), Telly Savalas (Gabe Hody), Deborah Walley (Heather Weston), Alan Bunce (dottor Bill Seaton), Stephen Bolster (Donald Weston), Valerie Cossart (Deborah Weston), Sorrell Booke (vittima)

## Killer with a Kiss
- Prima televisiva: 16 novembre 1960
- Diretto da: Lamont Johnson
- Scritto da: Sloan Nibley, Leonard Praskins

### Trama
- Guest star: Leta Bonynge (infermiera Rose), Norman Rose (poliziotto), Tommy Halloran (Hymie), Robert Dryden (medico legale), Burt Brinckerhoff (Erwin Lovegod), Santiago Burgos (Lumpy), Norma Connolly (Ruth Peter), Carmen Mathews (Lily Dancer), George Kane (poliziotto), Clifton James (ufficiale Finnelli), Bill Lazarus (dottor Arvid)

## Debt of Honor
- Prima televisiva: 23 novembre 1960
- Diretto da: Tay Garnett
- Scritto da: William Riley Burnett

### Trama
- Guest star: Lois Nettleton (Marissa Mori), Joseph Kallini (Joey Mori), Vic Ramos (Gino), John Frederick (Wally Shaw), Steve Cochran (Nick Mori), Warren Finnerty (Frankie Valens), Maurice Tarplin (John Valens), Donald Cohen (Pete)

## The Human Trap
- Prima televisiva: 30 novembre 1960
- Diretto da: Lamont Johnson
- Scritto da: Ellis Kadison

### Trama
- Guest star: Zina Bethune (Jessica Glennon), Gene Lyons (Tony Tennant), Nick Saunders (Avery Holman), Elizabeth MacRae (Lori), Jack Lord (Cary Glennon), Maggie O'Neill (Eve Hunter), Ruth Roman (Walda Price), Robert Allen (giudice)

## The Man Who Bit a Diamond in Half
- Prima televisiva: 14 dicembre 1960
- Diretto da: Buzz Kulik
- Scritto da: Howard Rodman

### Trama
- Guest star: James Tolkan (Mail Clerk), Michael Shillo (Koersel), Casey Allen (dottore), Charles Randall (Mellen), Walter Matthau (Pete Kanapolis), Elizabeth Allen (Emily Kanapolis), Luther Adler (Sean Wicklow), Michael Conrad (Pierce), Patrick Waddington (Mitchem), Irv West (Postal Clerk)

## Bullets Cost Too Much
- Prima televisiva: 4 gennaio 1961
- Diretto da: Buzz Kulik
- Scritto da:  Samuel Marx

### Trama
- Guest star: Sally Gracie (femmina Prisoner), Matt Crowley (Bucky), Katherine Sergava (Mrs. Feketi), Kenneth Konopka (Pedestrian), Dick York (dottor Charles Colano), Johnny Seven (Paul Colano), Betty Field (Mrs. Brent), James Caan (Marty Feketi), Bruce Dern (Nicky), Paul Hartman (Brent), Barbara Lord (infermiera Vale), Albert Henderson (barista), Frank Campanella (tenente), Grant Code (padre McFie), Jean Stapleton (Mrs. Ferguson)

## Murder is a Face I Know
- Prima televisiva: 11 gennaio 1961
- Diretto da: Arthur Hiller
- Scritto da: Howard Rodman
- Soggetto di: Douglas Morrow

### Trama
- Guest star: Edmon Ryan (Dillman's Attorney), Peggy Feury (Tolya Ross), Alan MacAteer (Janitor), Paul Ballantyne (Minister), Theodore Bikel (Nicholas Ross/Roginsky), Keir Dullea (Joey Ross), David J. Stewart (Solly Dillman), Malachi Throne (Dillman's Hood), David Doyle (Coach Moore), William Cottrell (tecnico di laboratorio)

## Landscape with Dead Figures
- Prima televisiva: 18 gennaio 1961
- Diretto da: Elliot Silverstein
- Scritto da: Barry Trivers

### Trama
- Guest star: George Ebeling (giardiniere), Rosalyn Newport (Elizabeth Blakely), Thomas Hawley (conducente), Dabney Coleman (Resident), Myron McCormick (Albert Blakely), Alfred Ryder (Carl Blakely), Conrad Nagel (Dan Dennison), Robert Emhardt (dottor Wolfgang Krode), Roger C. Carmel (Fitch), Jim Boles (Sorin), Beverly Nazarow (ragazza)

## A Hole in the City
- Prima televisiva: 1º febbraio 1961
- Diretto da: David Lowell Rich
- Scritto da: Howard Rodman

### Trama
- Guest star: Edward Simon (poliziotto), Jamie E. Smith (Jay Plessus), Michael Kray (poliziotto), Richard X. Slattery (poliziotto), Sylvia Sidney (Zia Florence), Robert Duvall (Louis Nunda), Edward Asner (Vince Busti), Lou Antonio (Al Machias), Olga Bellin (Jeanne Clinton), Harold Gary (Garage Owner), Audra Lindley (vicino)

## The Well-Dressed Termite
- Prima televisiva: 8 febbraio 1961
- Diretto da: László Benedek
- Scritto da: Jay Dratler

### Trama
- Guest star: Norma Crane (Lily Braden), Philip Abbott (Charles Alvis), House Jameson (Williams), Fred J. Scollay (Joe Corley), Jack Klugman (Sam Braden), John Baragrey (David Fairport), Mitchell Ryan (Marty Minters), Richard Kronold (detective Dutton)

## The Day It Rained Mink
- Prima televisiva: 15 febbraio 1961
- Diretto da: David Lowell Rich
- Scritto da: Howard Rodman

### Trama
- Guest star: Perry Wilson (Betty Ronan), Jerry Jarrett (Moving Man), Mary James (Designer), Tarry Green (Sidney), Keenan Wynn (Maxwell Ronan), Abbe Lane (Estelle Reeves), Henry Lascoe (William Saxer), Sorrell Booke (zio George), Timmy Everett (Burt Ronan), Arny Freeman (Salesman), Daniel Ocko (Arthur Warfield), Richard Kronold (detective Dutton)

## Button in the Haystack
- Prima televisiva: 22 febbraio 1961
- Diretto da: Tay Garnett
- Scritto da: Howard Rodman

### Trama
- Guest star: Christopher Barbieri (Livny), Doris Rich (Mrs. Jassy), Phoebe Mackay (Mrs. McDade), Muriel Franklin (Dierdre), Albert Salmi (Len Brewer), Peggy Ann Garner (Edie Brewer), Mitchell Ryan (Overton), Joseph Bernard (Asst. DA Colby), Robert Weil (Nesvady), Joe Warren (Sean Ross)

## Shoes for Vinnie Winford
- Prima televisiva: 1º marzo 1961
- Diretto da: Elliot Silverstein
- Scritto da: Ellis Kadison

### Trama
- Guest star: Bruce McKay (avvocato), Bill Lazarus (dottor Gregg), John D. Seymour (avvocato), Bram Nossen (avvocato), Dennis Hopper (Vinnie Winford), Meg Mundy (Rosalind Winford), Sylvia Miles (Ginger Barr), Geoffrey Lumb (Rufus Cates), Hilda Brawner (Ruby Redd), Jack Bittner (Luther), Nancy Stone (Diana Rand), George L. Smith (tecnico)

## The Deadly Guinea Pig
- Prima televisiva: 8 marzo 1961
- Diretto da: William Graham
- Scritto da: Jay Dratler

### Trama
- Guest star: Peter Turgeon (Bob Tower), Mike Kellin (Anton), Richard Kronold (Plainclothes Cop), Robert Dryden (medico legale), Viveca Lindfors (Lulu Kronen), Barry Morse (dottor Paul Multer), George Voskovec (Johan Von Bunow), Eugenie Leontovich (Mama Kelle), Brad Herrman (Holbey)

## Vengeance is a Wheel
- Prima televisiva: 15 marzo 1961
- Diretto da: Elliot Silverstein
- Scritto da: Gilbert Ralston

### Trama
- Guest star: William Cottrell (tecnico di laboratorio), Jacqueline Bertrand (Henriette), Gerry Jedd (Marta Licosa), Pierre Epstein (Paul DeLage), Brett Somers (Mrs. Garvin), Ben Piazza (Nino Licosa), Paul Stevens (Mario Licosa), Frank Marth (Albert Garvin), Richard Casey (Pietro Vinton), Allen Joseph (Gerth), Susan Melvin (Jennie Licosa), Dino di Luca (Joseph Licosa), Aristede Sigismondi (Don Pugnacio)

## The Fault in Our Stars
- Prima televisiva: 22 marzo 1961
- Diretto da: William Graham
- Scritto da: Barry Trivers

### Trama
- Guest star: Victor Thorley (Landlord), Louise Larabee (Mrs. Benton), Marc Cavell (Actor at Audition), Bruce Dern (Hollis), Roddy McDowall (Donnie Benton), Jessica Levy (commessa), Mary Fickett (Norma Sutter), Patricia Bosworth (Betty Harkness), Florence Anglin (Mrs. Purely), Alvin Epstein (Elliot Kesbeck), Robert Dryden (medico legale)

## Tombstone for a Derelict
- Prima televisiva: 5 aprile 1961
- Diretto da: Elliot Silverstein
- Scritto da: Howard Ehrenman

### Trama
- Guest star: Sam Capuano (ADA Angelo), Robert Allen (Roger Lorne), Robert Dryden (medico legale), William Cottrell (tecnico di laboratorio), Robert Redford (Baldwin Lorne), Dan Morgan (Street Cleaner), William Hinnant (Fred), Don Gentry (Charlie), Polly Rowles (Mrs. Lorne), Daniel Jenkins (Josh), Norman Mackay (Attorney)

## A Memory of Crying
- Prima televisiva: 12 aprile 1961
- Diretto da: Alex March
- Scritto da: David Chantler, Howard Rodman

### Trama
- Guest star: Maureen Drew (Nujrse), Gil Brandsen (Resident), Harold Gaetano (Bodyguard), Clement Fowler (Man Running Crap Game), Luther Adler (Willard Manson), Betty Field (Mrs. Kater), Susan Oliver (Jessica Manson), Philip Abbott (dottore), Thomas A. Carlin (Willard Banes), Frieda Altman (Mrs. Howard), Martine Bartlett (receptionist), Stuart Germain (Shale)

## New York to L.A.
- Prima televisiva: 19 aprile 1961
- Diretto da: Elliot Silverstein
- Scritto da: Howard Rodman

### Trama
- Guest star: Noah Keen (Deputy DA Smith), Oliver McGowan (Oscar Keswick), Jon Lormer (Minister), Richard Shannon (Prestwick), Martin Balsam (Caldwell Wyatt), Frank Sutton (Franklin Maquon), Edward Asner (Vince Busti), Than Wyenn (giudice Lakewood), Robert Blake (Knox Maquon), Margo Lundgreen (Eve Busti)

## A Very Cautious Boy
- Prima televisiva: 26 aprile 1961
- Diretto da: William Graham
- Scritto da: Gilbert Ralston

### Trama
- Guest star: Robert Elross (dottore), William Duell (impiegato), Macha Magarin (Gaby Duclos), Mary James (Mrs. Schlesinger), Peter Falk (Lee Stanton), Ruth White (Mama Ganoulian), William Hansen (Joe Ganoulian), Jeremiah Morris (Emile), Bert Sargent (Roy Baxter), Mike O'dowd (Ziggy Barden)

## An Economy of Death
- Prima televisiva: 3 maggio 1961
- Diretto da: Boris Sagal
- Scritto da: Sy Salkowitz

### Trama
- Guest star: Muni Seroff (Zoltan Bognar), Lotta Palfi (Maria Lubasz), Dirk Kooiman (Giorgi Bognar), Lidia Prochinka (Pauline Jansa), Sam Jaffe (Laszlo Lubasz), Leonardo Cimino (Miklos Konya), Sándor Szabó (Gyula Janza), Lilia Skala (Anna Bognar), Bettye Ackerman (Susan Bognar)

## C3H5(NO3)3
- Prima televisiva: 10 maggio 1961
- Diretto da: William Graham
- Scritto da: Gilbert Ralston

### Trama
- Guest star: Terry Carter (Jack Lubin), J. D. Cannon (Tom Keary), Lou Herbert (barista), Doreen Lang (Martha Fallon), Hume Cronyn (James Fallon), Brandon Maggart (marinaio)

## Make-Believe Man
- Prima televisiva: 17 maggio 1961
- Diretto da: Elliot Silverstein
- Soggetto di: Sy Salkowitz, Jerry Devine

### Trama
- Guest star: William Beach (Bum), Epoy Baca (Building Manager), David Greer (Bum), Lester Mack (Bum), Nehemiah Persoff (Carlos Roldan), Eduardo Ciannelli (Don Miguel Cordura), Jay Novello (Juan Manguardo), Leonardo Cimino (Julio Verrace), Chester Morris (Frank Manfred), Victor Janquera (dottor Miguel Cabiro), Remo Pisani (Juan Perez), Sam Gray (ufficiale Sam Gode), Harrison Dowd (Bum)

## To Dream Without Sleep
- Prima televisiva: 24 maggio 1961
- Diretto da: William Graham
- Scritto da: Barry Trivers

### Trama
- Guest star: Dortha Duckworth (Mrs. Lowell), William Cottrell (tecnico di laboratorio), Kip McArdle (cameriera), Gerry Jedd (Mrs. Horner), Lois Nettleton (Fran Burney), Fred J. Scollay (Al Horner), Edward Holmes (Max), Bibi Osterwald (Sylvia), Valerie Bettis (Mildred), Joseph Warren (chirurgo)

## A Kettle of Precious Fish
- Prima televisiva: 31 maggio 1961
- Diretto da: William Conrad
- Scritto da: Gilbert Ralston

### Trama
- Guest star: William Cottrell (tecnico di laboratorio), George L. Smith (dottore), Carl Frank (John Forks), Anna Minot (Mrs. Bexley), Albert Dekker (Samuel Grafton), Gerald Hiken (Doc Fraley), David J. Stewart (Harry Lapen), Russell Collins (Joseph Peavey), Joanna Roos (Mrs. Peavey), Woodrow Parfrey (George Butterwick), James Luisi (Mark Andrews), Jamie E. Smith (Babe Manning), George Mitchell (Al Spangler), Anthony Dawson (Mike Grundy), William Daniels (Herbert)

## Sweet Prince of Delancey Street
- Prima televisiva: 7 giugno 1961
- Diretto da: Alex March
- Scritto da: Sy Salkowitz

### Trama
- Guest star: Arny Freeman (Atherton), Herb Voland (Charlie Bates), Ann Dee (Queen), Ted Cory (Polonius), James Dunn (Peter Wilkins), Robert Morse (Richie Wilkins), Jan Miner (Rosie Wilkins), Dustin Hoffman (Lester Stinton), Chris Robinson (poliziotto)

## The Day the Island Almost Sank
- Prima televisiva: 14 giugno 1961
- Diretto da: William Conrad
- Scritto da: Jerry Thomas

### Trama
- Guest star: Matt Crowley (Commissioner Buckley), Mickey Freeman (Irvin Wolinsky), Robert Weil (prigioniero), Sam Capuano (ADA Angelo), Paul Hartman (Ben Stringfellow), Roger C. Carmel (Al Buxley), Sam Gray (detective Goad), Anita Dangler (Myra Wolinsky), Conrad Bain (uomo alla Camera di Commercio)

## Take and Put
- Prima televisiva: 21 giugno 1961
- Diretto da: Elliot Silverstein
- Scritto da: Arnold Ellis, Howard Rodman
- Soggetto di: Arnold Ellis

### Trama
- Guest star: Joe Silver (assistente del procuratore distrettuale Ketton), Fred Stewart (John Thor), Chuck Bruce (Police Officer), Erik Rhodes (Gandel), Joyce Bulifant (Connie Hacker), Roland Winters (Aubrey Hacker), Nancy Carroll (Bernice Hacker), William Hinnant (Willis Hacker), Mildred Natwick (Irma Mahoney), Peter Turgeon (Thomas Yale), Monroe Arnold (uomo)